# Špičák (Černohorská rozsocha)
Špičák (1001 m; německy Spitzberg) je vrchol v Krkonoších.

## Poloha
Špičák se nachází na jižním okraji centrálních Krkonoš v zakončení rozsochy vybíhající jižním směrem z Liščí hory. Tyčí se severně nad městysem Černý Důl. Od asi 700 metrů vzdáleného sousedního Jeleního vrchu na severozápadě jej odděluje mělké sedlo s nadmořskou výškou přibližně 975 metrů. Ostatní svahy vykazují značné převýšení, velmi prudký je východní svah spadající do údolí říčky Čisté. Jižním svahem prochází hranice Krkonošského národního parku.

## Vodstvo
Východní svah odvodňuje pod Špičákem protékající Čistá, západní svah pak přítoky Malého Labe. Obě říčky jsou levými přítoky Labe.

## Vegetace
Na vrcholu Špičáku se nachází paseka vzniklá vykácením původního lesa. Lesní porost se zachoval na jeho svazích.

## Komunikace
Severozápadně umístěným sedlem mezi Špičákem a Jelením vrchem prochází lesní cesta z Černého Dolu na Tetřeví boudy sledovaná žlutě značenou trasou 7210 ze stejného místa na Liščí louku. Ze sedla vede na vrchol Špičáku neznačená pěšina.

## Stavby
Přímo na vrcholu se žádné stavby nenacházejí, na jihozápadním svahu se rozkládá horská osada Bönischovy boudy. Na jižním svahu se nachází rozsáhlý lyžařský areál se dvěma lanovými drahami a dalšími vleky.